# Сапунов Андрій Борисович
Андрій Борисович Сапунов (20 жовтня 1956, Краснослободськ, Волгоградська область — 13 грудня 2020, Москва) — російський вокаліст, гітарист і бас-гітарист, автор пісень. Музикант групи «Воскрєсєніє», в якій грав майже від самого її заснування до 2016 року. Раніше брав участь у колективах «Цвєти», «Самоцвіти», «Лотос», «СВ», «Тріо Сапунова», «Тріо: Романов — Сапунов — Кобзон». Його старший брат Володимир Сапунов (1952—2018) був директором груп «Воскрєсєніє» і «Машина врємєні».

## Життєпис
Народився 20 жовтня 1956 року в Краснослободську Волгоградської області, в родині педагога Бориса Сапунова. У перший клас пішов у Москві, коли туди перебралися батьки. Грав з братом Володимиром у шкільному ансамблі, у складі якого виступали на вечорах. По закінченні школи провчився рік в Астраханському інституті рибного господарства, потім у Московському енергетичному інституті. 
Потім так усе набридло, що я вирішив облишити навчання. Оригінальний текст (рос.)
Затем так всё надоело, что я решил бросить учёбу.
Два роки служив у армії під Калугою, де теж грав на гітарі.
Після армії десять місяців був вокалістом у групі Стаса Наміна (1978—1979).
У 1979 році вступив до Гнесінське училище, яке закінчив у 1983 році. В липні 1979 року увійшов до складу гурту «Воскрєсєніє», після розпаду якої (1982) грав з гуртом «Олімпія».
Від 1984 до 1986 року — у ВІА «Самоцвіти», від 1986 до 1988 року — у гурті «Лотос», який рахувався за філармонією і гастролював країною.
У 1990 році деякий час грав у гурті «СВ», у 1991—1992 роках — у гурті «Тріо».
У 1994 році до остаточного складу відродженої гурту «Воскрєсєніє» увійшли: Олексій Романов, Євген Маргуліс, Андрій Сапунов, Михайло Шевяков і — на перших порах Олексій Макаревич.
2016 року пішов з гурту через розбіжність у поглядах з лідером гурту Олексієм Романовим з питання Криму. За словами Романова, які він озвучив на концерті в Сімферополі, Андрій Сапунов відмовився їхати в «окупований Крим»..
Помер у Москві 13 грудня 2020 року через зупинку серця. Церемонія прощання з музикантом відбулася 17 грудня в траурному залі Хованського цвинтаря, де після і кремували тіло Андрія.

## Родина
- Брат — Володимир Сапунов (1952—2018), багаторічний директор груп «Воскрєсєніє» і «Машина врємєні».

## Хобі
Футбол, більярд.

## Дискографія

### Група «Воскрєсєніє»
Студійні альбоми
- 1979—1980 — Воскресенье 1 (1993 року вийшло ремастерингове перевидання подвійного диска, що містить пісні з альбому «1979» та записи 1980 року, він же «Кто виноват? / Воскресенье 1979—1980». 2002 року вийшла ремастерингова версія альбому «1979».)
- 1981 — Воскресенье 2 (1992 року вийшло ремастерингове перевидання)
- 2001 — Всё сначала (укр. Все спочатку; нові пісні + нові записи пісень різних років)
- 2003 — Не торопясь (укр. Не поспішаючи)

Концертні альбоми
- 1994 — Концерт. БК «Мехтех» (1982)
- 1995 — Мы вас любим (укр. Ми вас любимо) — подвійний запис концерту в залі «Росія» 16.06.1994.
- 1995 — Живее всех живых (укр. Живіший від усіх живих) — запис концерту в залі «Promotion club» 28.03.1995.
- 1998 — Живая коллекция (укр. Жива колекція) — запис з концерту на телебаченні
- 2000 — 50 на двоих (укр. 50 на двох) — спільний концерт з групою «Машина врємєні» (20 років групі «Воскрєсениє» та 30 років «Машині врємєні») в спорткомплексі «Олімпійському»
- 2003 — Не торопясь Live (укр. Не поспішаючи Live) — концерт-прем'єра альбому «Не торопясь» в УСЗ «Дружба» 05.03.2003.
- 2005 — Посмотри, как я живу (укр. Подивись, як я живу) — концерт, видано — студія «Союз»
- 2005 — Я привык бродить один (укр. Я звик блукати наодинці) — концерт у Новокузнецьку (Кемеровська область), видано — студія «Союз»

Збірки
- 1996 — Легенди російського року, «Воскресенье», випуск 1
- 2002 — Легенди російського року, «Воскресенье», випуск 2

### Сольна творчість
Студійні альбоми
- 1993 — Звон (укр. Дзвін) (запис 1991 року)

Концертні альбоми
- 2004 — Старый звонарь (укр. Старий дзвонар) — концерт в ДЦКЗ «Росія» 20.09.2001

### Гурт «Тріо Сапунова»
Концертні альбоми
- 2001 — Жива колекція

### Тріо: Романов— Сапунов— Кобзон
Студійні альбоми
- 1995 — 7 вещей (укр. 7 речей)

### Гурт «СВ»
Студійні альбоми
- 1991 — Я знаю

### Гурт «Лотос»
Студійні альбоми
- 1990 — «Лотос» (запис 1987 року)

## Фільмографія
- 2001 — Андрій Сапунов: Навчи мене жити. Випуск № 1 (концерт в ДЦКЗ «Росія» 20.09.2001)
- 2005 — Група Стаса Наміна «Цвєти»: Кращі пісні за 30 років. Частина 1